# San Isidro (Mérida)
San Isidro es una población del municipio de Mérida en el estado de Yucatán localizado en el sureste de México.

## Demografía
Según el censo de 2005 realizado por el INEGI, la población de la localidad era de 0 habitantes.
| 6                           | 0 | 0 | 0 | 0 |
| (Fuente: INEGI [Consultar]) |   |   |   |   |

## Galería

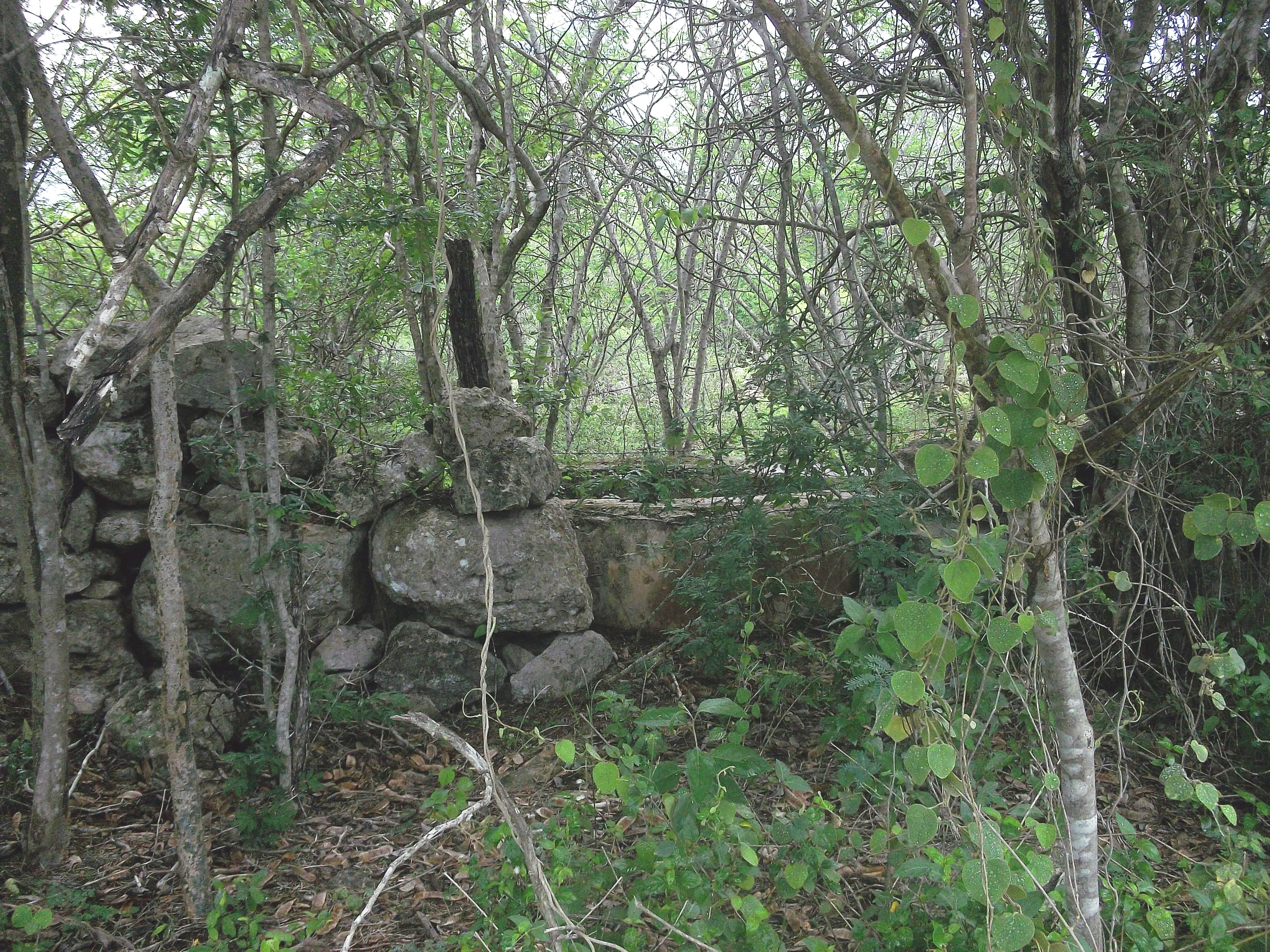
Pozo.
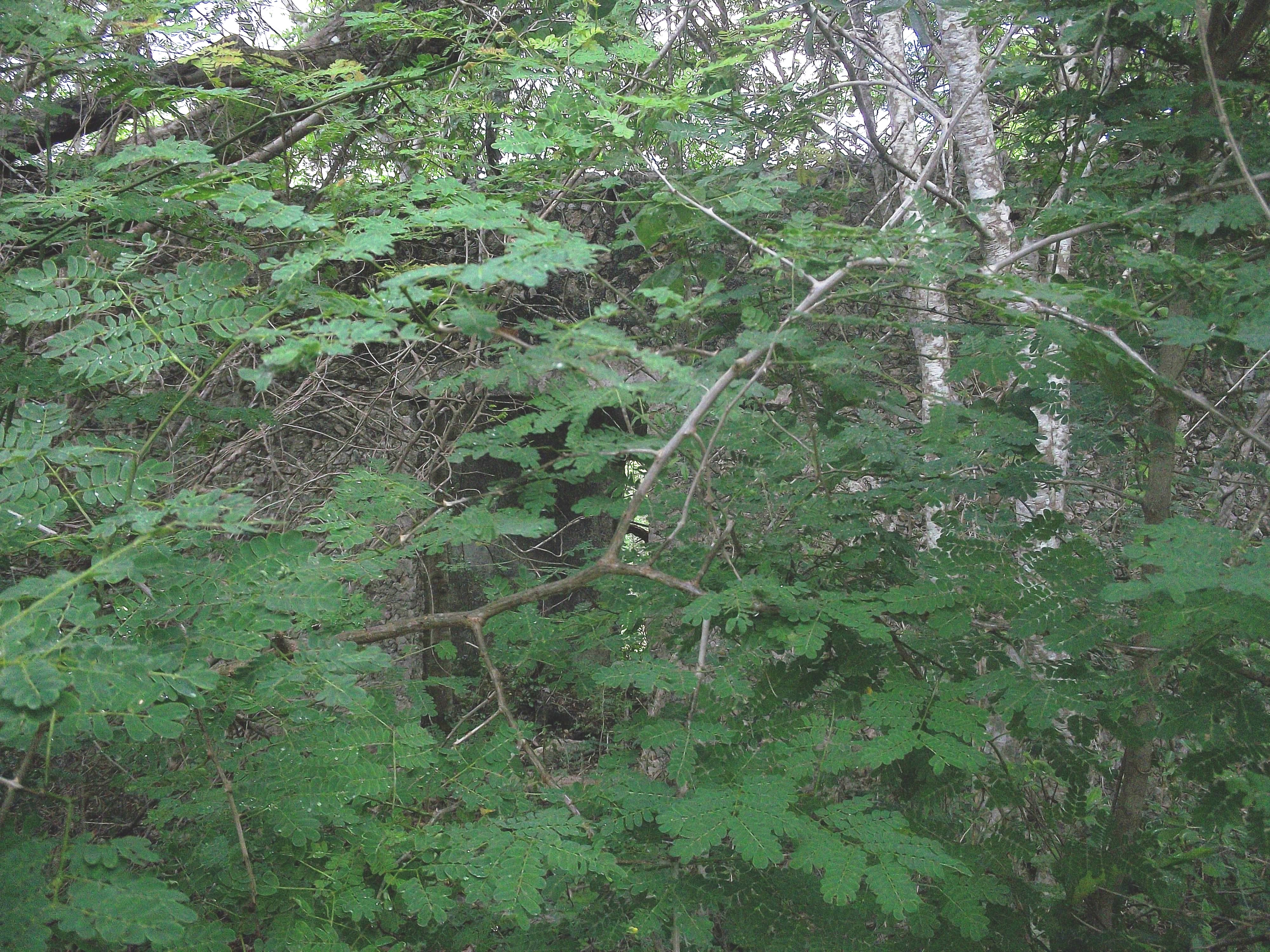
Estación de tren.
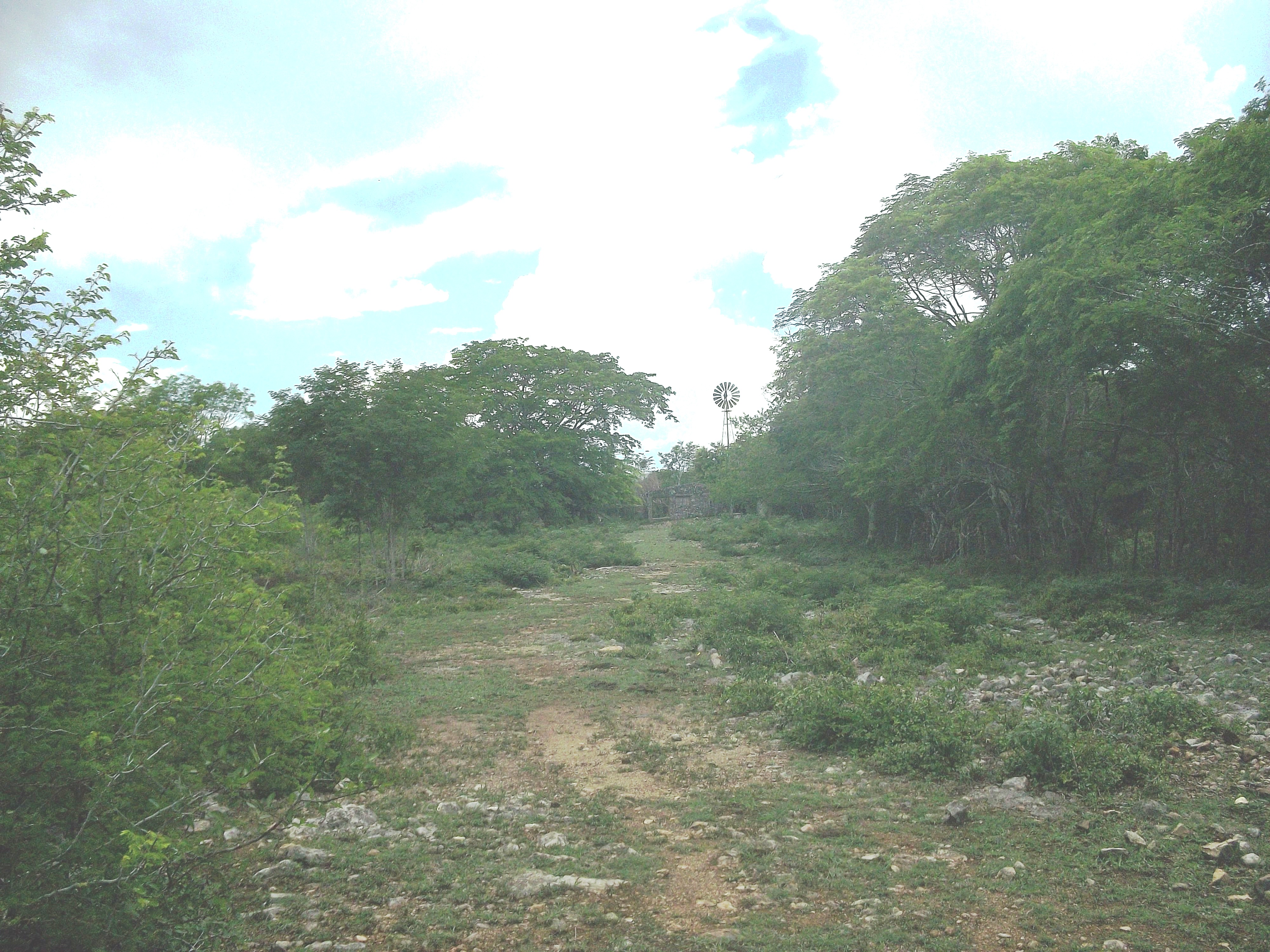
Rancho.
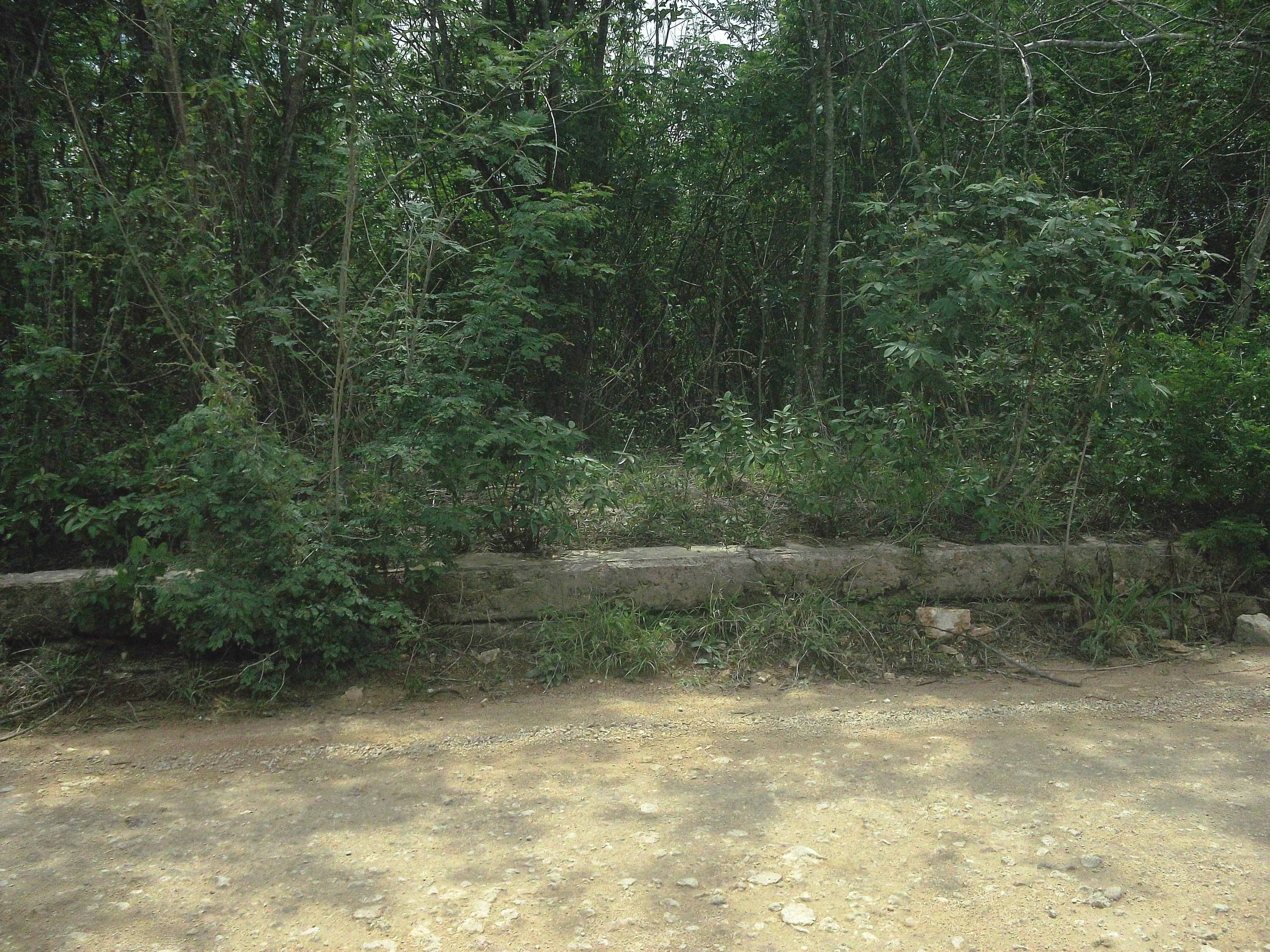
Estación de tren.
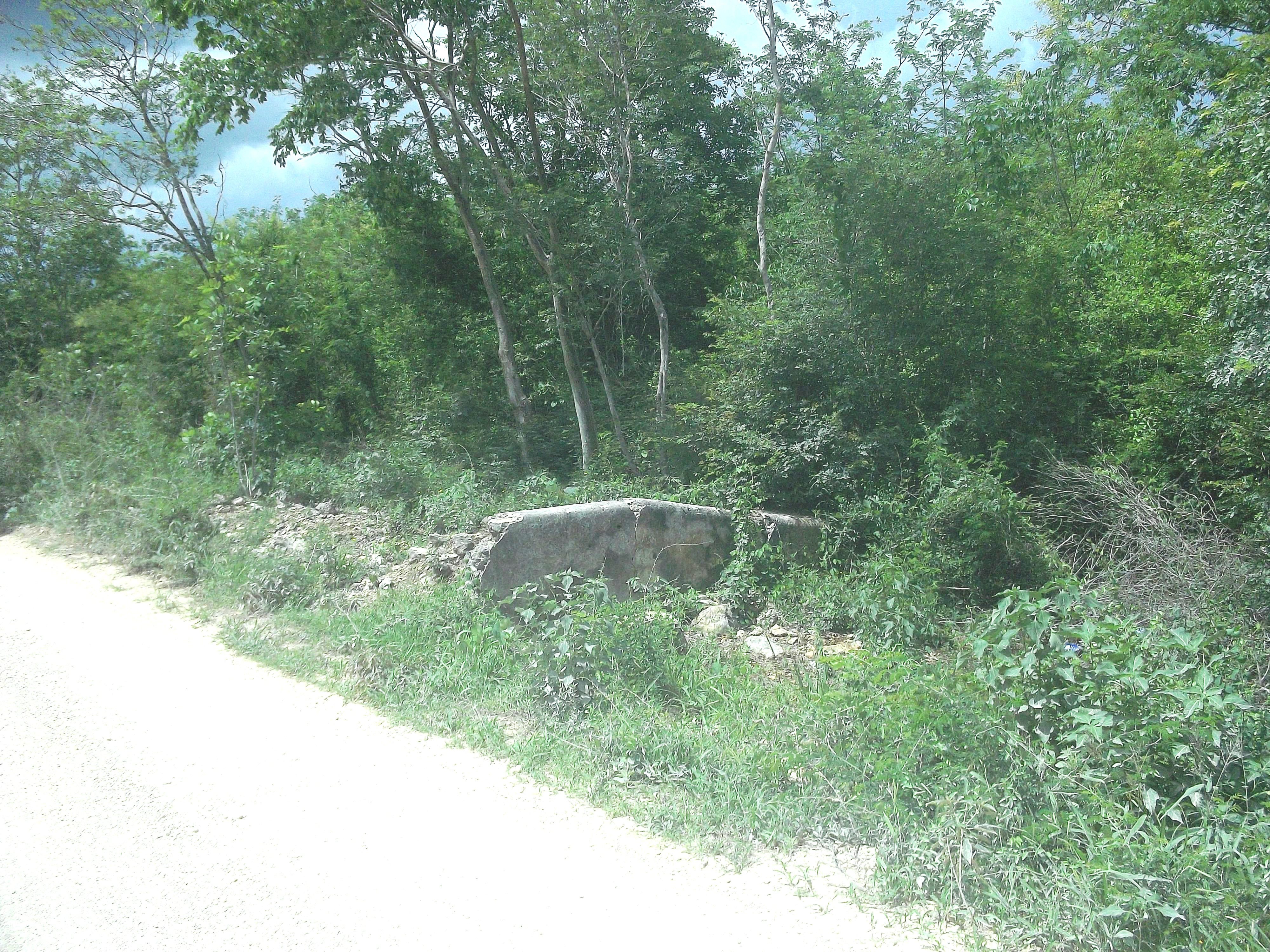
Entrada.
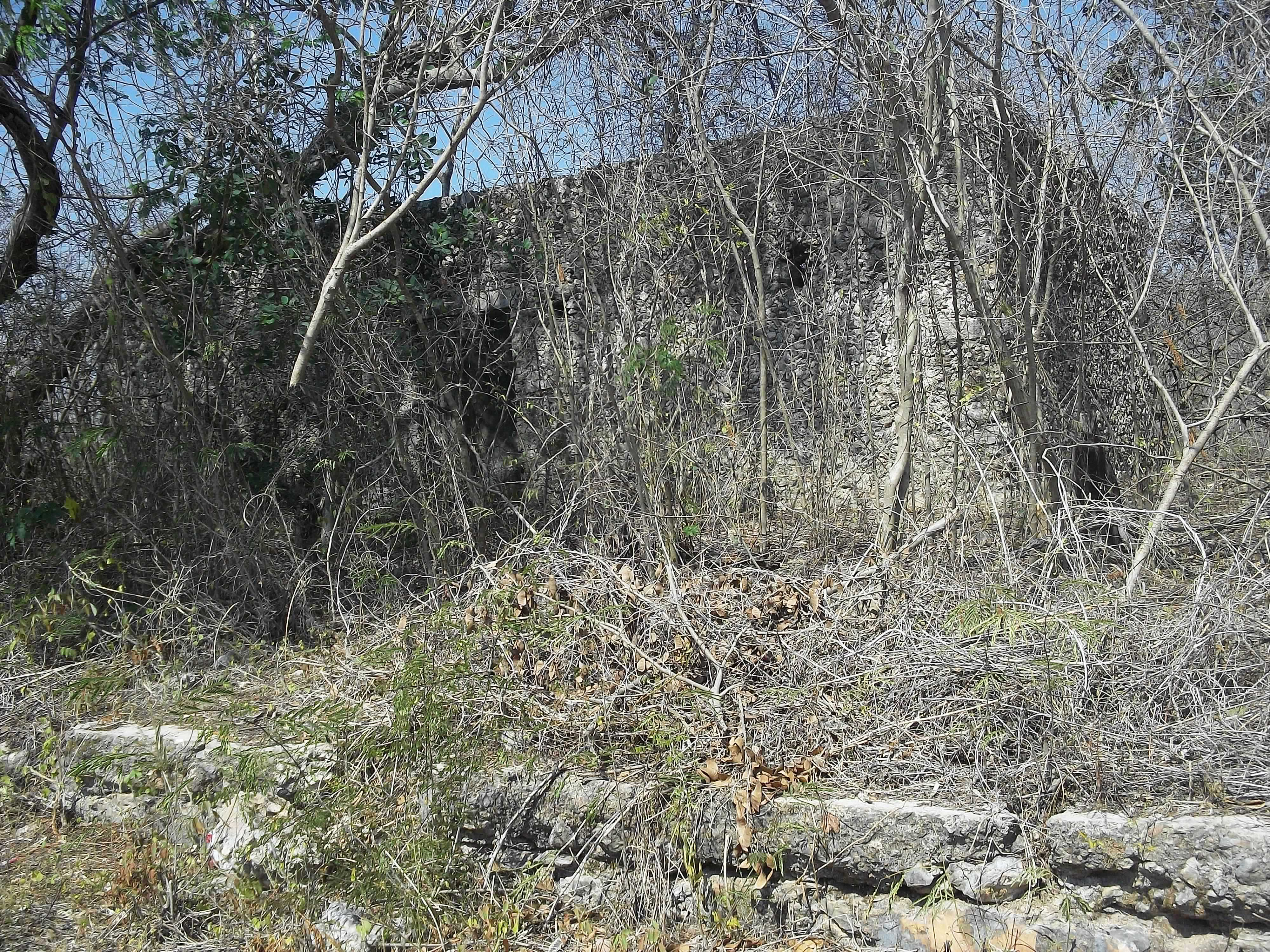
Estación de tren.